# Jorge Guillermo de Leiningen-Westerburg
Jorge Guillermo de Leiningen-Westerburg (en alemán: Georg Wilhelm von Leiningen-Westerburg; 10 de febrero de 1619 - 22 de noviembre de 1695) es el conde de Leiningen-Westerburg.

## Biografía
Es el segundo hijo del conde Cristóbal de Leiningen-Westerburg (1575-1635) y de su segunda esposa, la condesa Filipina Catalina Valpurgis de Wied (1595-1647), hija del conde Guillermo IV de Wied (1560-1612). Su media hermana Margarita Isabel (1604-1667) se casó en 1622 con Landgrave Federico I de Hesse-Homburg (1585-1638).
En 1637 sucedió a su hermano mayor sin hijos, Felipe Luis de Leningen-Westerburg (1617-1637). Murió el 22 de noviembre de 1695 a la edad de 76 años.

## Descendencia
Jorge Guillermo se casó el 7 de mayo de 1644 en Schwalenberg con la condesa Sofía Isabel de Lippe-Detmold (* 31 de marzo de 1626; † 23 de agosto de 1688), hija del conde Simón VII de Lippe y de su segunda esposa, la condesa María Magdalena de Waldeck-Wildungen. Tuvieron 10 hijos y 9 hijas: 
- Guillermo Cristián (1645-1649)
- Simón Felipe (1646-1676), (asesinado en un duelo en Grunstadt)
- Juana Walpurgis (1647-1687), casada el 29 de enero de 1672 en el Salón del Duque Augusto de Sajonia-Weissenfels (1614-1680)
- Federico Guillermo (1648-1688), conde de Liningen-Westerburg, gobernador de Kassel , casado el 10 de noviembre de 1676 con Sofía Theresa von Ronov-Bieberstein (1660-1694)
- María Cristiana (1650-1740), casada el 22 de octubre de 1673 en Lobenstein con el conde Enrique III Royce - Lobenstein (1648-1710)
- Sofía Magdalena (1651-1726), casada el 12 de enero de 1668 en Hartenstein con el conde Otto Ludwig von Schönburg-Hartenstein (1643-1701)
- Carlos Luis (1652-1652)
- Isabel Leonor (1653-1653)
- Juan Antonio (1655-1698), conde de Leiningen-Westerburg, casado el 13 de febrero de 1692 con Cristina Luisa von Sayn-Wittgenstein (1673-1745)
- Cristóbal Cristián (1656-1728), casado el 6 o el 8 de junio de 1678 con la condesa Juliana Isabel de Lippe-Bisterfeld (1656-1709)
- Enrique Adolfo (1657-1658)
- Juana Isabel (1659 - 1708), casada con I en 1676 con el conde *Jorge Hermann Reinardo de Wied (1640 - 1690), II en 1692 con el conde Dietrich Adolfo von Meternich-Vineburg-Beilstein († 1695)
- Ana Augusta (1660-1674)
- Jorge Luis (1662-1662)
- Angélica Catalina (* 1663), casada con el conde Gustaf Adolf von Wazaborg ( 1653-1732 )
- Enrique Cristián Federico Ernesto (1665-1702), casado el 20 de julio de 1681 con Albertina Isabel von Sayn-Wittgenstein (1661-1716)
- Jorge II Carlos Rodolfo (1666-1726), casado en 1° nupcias el 27 de mayo de 1684 con la condesa Ana Isabel Guillermina von Bentheim-Tecklenburg (1641-1696),en  2° nupcias  en 1697 para la baronesa Anna Magdalen von Bodenhausen  (1660 - 1709), en 3° nupcias el 23 de febrero de 1711 en Augusten, Dinamarca, con la condesa Margaret Christian August von Guildnevl-Daneskiold -Samsoe (1694-1761)
- Juliana Leonor (1667-1742), casada en 1683 con el conde Francisco  Fernando von Metternich-Vineburg-Beilstein (1653-1719)
- Margarita Sibila (1669-1669)

- Datos: Q31191492